# Emvin Cremona
Emvin Cremona, pseudonimo di Emanuel Vincent Cremona (La Valletta, 27 maggio 1919 – La Valletta, 29 gennaio 1987), è stato un artista maltese.
È famoso per aver disegnato gran parte dei francobolli maltesi tra 1957 e gli anni Settanta, inclusi quelli emessi per commemorare l'indipendenza di Malta dalla Gran Bretagna nel 1964. Studiò alla Malta School of Art e alla Regia Accademia delle Belle Arti a Roma. Si possono trovare alcuni dei suoi lavori nelle chiese parrocchiali di Msida e Ħamrun, nel santuario di Ta' Pinu e nella cappella dell'Aeroporto Internazionale di Luqa. Anche la sede centrale dell'Organizzazione mondiale della sanità a Ginevra e l'Ufficio delle Nazioni Unite a New York ospitano alcuni dipinti di Cremona.

## Biografia
Emanuel Vincent Cremona - i suoi nomi di battesimo vennero presto abbreviati in Emvin - nacque a La Valletta il 27 maggio 1919. Fino al 1936 frequentò la Scuola Umberto I. Nel 1933 fu portato a Roma: questo viaggio fu per lui un'esperienza travolgente. In seguito frequentò la Malta School of Art, trovandosi in un corso con William Apap, Anton Inglott, Esprit Barthet, e Victor Diacono. I loro insegnanti erano Edward Caruana Dingli e Carmenu Mangion, entrambi di indole sia classicista che romantica.
In giovane età Cremona partecipò spesso alle esposizioni annuali della Malta Amateur Art Association. Nel 1937 cercò di ottenere una borsa di studio del governo, ma arrivò terzo dopo Willie Apap e Anton Inglott. Riuscì comunque a trovare le risorse finanziarie necessarie a raggiungere Roma per un corso di studi alla Regia Accademia di Belle Arti, sotto l'insegnamento di Carlo Siviero, tra il 1938 e il 1940. A Roma strinse un profondo legame con Anton Inglott, con cui sentiva una affinità spirituale. I due giovani artisti erano ancora a Roma poco prima che l'Italia entrasse in guerra nel 1940, ma tornarono a Malta insieme sull'ultima nave che raggiunse l'isola in tempo di pace.
Nel 1945 ottenne il lascito di Agnes Schembri, che gli permise di raggiungere Londra e Parigi per approfondire i suoi studi artistici. Tra il 1945 e il 1947 frequentò dei corsi alla Slade School of Fine Art e in seguito delle lezioni alla École nationale supérieure des beaux-arts a Parigi sotto l'insegnamento di Jean Dupas. Emvin tornò a Malta nel 1948. Rappresentò il suo paese nel primo padiglione maltese alla Biennale di Venezia nel 1958. Sposò Lilian Gatt ed ebbe quattro figli.